# Ахтачикан
Ахтачикан — село в Казбековском районе Дагестана. Входит в состав Артлухского сельсовета. Анклав на территории Бабаюртовского района.

## Географическое положение
Село расположено на территории Бабаюртовского район, в 13 км к юго-востоку от села Татаюрт.

## История
Официально образовано Указом ПВС ДАССР от 17 августа 1989 г.

## Население
| 2002 | 2010 | 2021 |
| ---- | ---- | ---- |
| 247  | ↗262 | ↗268 |

В селе находится 73 хозяйства.